# 森下次郎
森下 次郎（もりした じろう、1946年ないし1947年 - ）は、日本のラジオ番組プロデューサー、フォークシンガー（第2次ジローズのメンバー）。ラジオ関西の専務取締役を務める。本名は森下 悦伸（もりした よしのぶ）。愛称はジンタン（森下仁丹より）。同志社大学卒業。

## 略歴
杉田二郎に誘われ、1970年に第2次「ジローズ」を結成。3人が名前に「ジロー」がついている初代「ジローズ」とは違い、「森下次郎」の芸名は半ば強引につけられた。また当初から、半年間の活動後は大学に戻るという条件付きだった。その後翌年発売した「戦争を知らない子供たち」がヒットし、半年の予定が2年間に延びて1972年ジローズは解散した。杉田二郎はソロとなり、森下は芸能活動を引退し大学卒業後ラジオ関西に入社。ラジオ番組のプロデューサーとなり、同社報道制作局長を務めた後、取締役に就任した。芸能活動を引退をしたあとも、相棒の杉田二郎や、北山修が1980年代以降に行ったコンサートにゲストとして出演し、ジローズ時代の楽曲を杉田二郎と共に歌うこともあった。なお、それらの時は森下次郎としてではなく、本名で出演している。
2012年には神戸市で行われた第1回国際どうぶつ映画祭の審査委員を務めている。
2013年6月、ラジオ関西を退社後、杉田の呼びかけで41年ぶりに『ジローズ』再結成が決定。森下は本名で活動。8月1日、神戸市でライブが行われた。

## 代表曲(第2次ジローズ時代)
- 朝焼けの空から
- 去り行く恋人
- おまえのために
- 青春の別れ道

## 担当番組
- ばんばひろふみ!ラジオ・DE・しょー! - プロデューサー